# ماغنوتك
ماغنوتك (بالإنجليزية: Magnotech)‏ هي نوع من المجسات الحيوية التي تستخدم جسيمات نانوية مغناطيسية لقياس الجزيئات في الدم واللعاب في غضون دقائق.
صاحب هذا الاختراع هو زميل باحث في فيليبس وهو البروفيسور Menno Prins. الهدف هو توسيع قطاع انتشار التشخيص السريع للمختبر في السوق. التكامل إلى المجسات الحيوية المتاحة يعتبر الخرطوشة التي ادخلت لعالم التحليل اليدوي. حيث تمتلئ كلياً بقطرة واحدة من دم أو لعاب. ولا يتطلب الأمر بعد ذذلك أي حركة للسوائل. يتم تنفيذ عملية الفحص الكاملة في الخرطوشة بحركة محكمة من الجزيئات المغناطيسية داخل الخرطوشة باستخدام حقول مغناطيسية خارجية. تبنى الخرطوشة كاملة من مواد بلاستيكية لا تحتوي أجزاء متحركة أو الكترونيات مضمنة وليست في المتناول.
وحدة التحليل تحتوي المغانط الكهربائية, نظام كشف ضوئي ,الكترونيات تحكم بالإضافة للبرمجيات وشاشة الإظهار.
الدليل على مفهوم الاختبارات يظهر بالفعل في إمكانية قياس تروبونين العلامة القلبية في البلازما خلال خمسة دقائق.